# Ерль
Ерль (нім. Erl) — містечко й громада округу Куфштайн у землі Тіроль, Австрія.
Ерль лежить на висоті 476 м над рівнем моря і займає площу 27,0 км². Громада налічує 1452 мешканців.
Густота населення 54/км².
Ерль лежить у долині річки Інн, приблизно 15 км на північ від Куфштайна на кордоні з Баварією.
|                               |
| Ерль на мапі округу та землі. |

 Адреса управління громади: Dorf 39, 6343 Erl (Tirol).